# Martin Ferrero
Martin Ferrero   (Brockport, 29 de setembre de 1947) és un actor estatunidenc molt recordat pel seu paper com a advocat interpretant Donald Gennaro a Parc Juràssic (1993), però també ha tingut altres papers importants. Va estar apareixent permanentment en les sèrie Miami Vice, Get Shorty (1995), Gods and Monsters (1998), i El sastre de Panamà (2001).

## Biografia
Ferrero va abandonar la secundària després del seu segon dia de classes i entra al California Actors Theater de Los Gatos a Califòrnia. El 1979, marxa a Los Angeles per començar la seva carrera a Hollywood.
Després d'haver-hi representat petits papers a nombroses sèries de televisió com Soap, Capitana Furillo, Arnold i Willy on encara Els Dies feliços, aconsegueix un paper a l'episodi pilote de Miami Vice. Hi té el paper de Trini DeSoto. Però encarnarà finalment el personatge de Izzy Moreno, un indic' que apareixerà a diverses emissions a les 5 temporades de la sèrie fins al 1990. En paral·lel, contínua en altres sèries com Crime Story, Moonlighting o L.A. Law.
Fa petits papers al cinema, per exemple a Planes, Trains and Automobiles (1987) de John Hughes a continuació a Oscar (1991) de John Landis amb Sylvester Stallone, que retrobarà a Stop! Or My Mom Will Shoot (1992).
Es dona conèixer al gran públic l'any 1993 gràcies a Parc Juràssic de Steven Spielberg on encarna l'advocat Donald Gennaro. El 1995, té un petit paper a Get Shorty al costat de John Travolta, i a Heat de Michael Mann. Retroba Don Johnson, el seu companya a Miami Vice, el en un episodi de Nash Bridges el 1996. Apareix a continuació a les sèries The Practice i The X-Files.
El 2000, actua al tercer lliurament de la saga Air Bud, a continuació encarna Angelo Dundee, l'entrenador de Mohamed Ali, al telefilm Ali - Un heroi, una llegenda. La seva última aparició al cinema és a El sastre de Panamà de l'any 2001. Des de 2008, Ferrero és un membre de la Companyia Antaeus, una companyia de teatre clàssic basada a Los Angeles.

## Filmografia
Les seves pel·lícules més destacades són:
- Els cavallers de la moto (1981)
- Miami Vice (1984)
- Planes, Trains & Automobiles (1987)
- L'hotel dels fantasmes (High Spirits) (1988)
- Shannon's Deal (1990)
- Oscar (1991)
- Stop! Or My Mom Will Shoot (1992)
- Parc Juràssic (1993)
- Heat (1995)
- Get Shorty (1995)
- Gods and Monsters (1998)
- Air Bud: World Pup (2000)
- The Tailor of Panama (2001)